# Степанки (Жабинківський район)
Степанки (біл. Сцяпанкі) — агромістечко в Білорусі, у Жабинківському районі Берестейської області. Орган місцевого самоврядування — Степанківська сільська рада.

## Географія
Розташоване за 11 км на південь від Жабинки.

## Історія
Село належало М. Райському, підстарості берестейському, Ф. Радецькому, М. Яциничу. У 1930-х роках у Степанках діяв український кооператив «Селянська самодопомога» та місцевий осередок «Просвіти».

## Населення
За переписом населення Білорусі 2009 року чисельність населення села становила 280 осіб.